# Puchar Trzech Narodów 1996
Puchar Trzech Narodów 1996 (1996 Tri Nations Series) – inauguracyjna edycja Pucharu Trzech Narodów, corocznego turnieju w rugby union rozgrywanego pomiędzy zrzeszonymi w SANZAR trzema najlepszymi zespołami narodowymi półkuli południowej – Australii, Nowej Zelandii i RPA. Turniej odbywał się systemem ligowym pomiędzy 6 lipca a 10 sierpnia 1996 roku.
Turniej pokazał dominację nowozelandzkiego zespołu, który w drodze do zwycięstwa nie doznał porażki.
Pierwszy mecz zawodów został rozegrany w trudnych warunkach atmosferycznych, w których lepiej poradzili sobie All Blacks pokonując Australijczyków rekordową wówczas liczbą punktów. Było to jednocześnie pierwsze spotkanie w Nowej Zelandii, na które można było legalnie zawierać zakłady sportowe. Obydwie te drużyny następnie uporały się w domowych spotkaniach z reprezentantami RPA, jednak zdobywając w obu meczach bonusowe punkty Springboks zachowali jeszcze teoretycznie szanse na końcowy triumf. Nowozelandczycy oba wyjazdowe spotkania rozstrzygnęli na swoją korzyść w każdym z nich odrabiając straty, Springboks odnieśli zaś jedyne w tych rozgrywkach zwycięstwo, a wszystkie punkty przeciw Wallabies zdobył wówczas Joel Stransky.

## Mecze
| 6 lipca 1996 | Nowa Zelandia                                                                                     | 43:6(25:6) | Australia    | Athletic Park, Wellington Widzów: 39 523 Sędzia: Ed Morrison |
| 6 lipca 1996 | Mehrtens 13 (2pd 3K) Cullen 5 (P) Wilson 5 (P) Lomu 5 (P) Marshall 5 (P) Jones 5 (P) Brooke 5 (P) | 43:6(25:6) | Burke 6 (2K) | Athletic Park, Wellington Widzów: 39 523 Sędzia: Ed Morrison |

| 13 lipca 1996 | Australia                               | 21:16(11:3) | Południowa Afryka                               | Sydney Football Stadium, Sydney Widzów: 41 850 Sędzia: Tony Spreadbury |
| 13 lipca 1996 | Burke 11 (pd 3K) Roff 5 (P) Horan 5 (P) | 21:16(11:3) | Honiball 8 (pd 2K) Joubert 3 (K) Hendriks 5 (P) | Sydney Football Stadium, Sydney Widzów: 41 850 Sędzia: Tony Spreadbury |

| 20 lipca 1996 | Nowa Zelandia    | 15:11(6:8) | Południowa Afryka             | Jade Stadium, Christchurch Widzów: 39 000 Sędzia: Ray Megson |
| 20 lipca 1996 | Mehrtens 15 (5K) | 15:11(6:8) | Joubert 5 (P) Stransky 6 (2K) | Jade Stadium, Christchurch Widzów: 39 000 Sędzia: Ray Megson |

| 27 lipca 1996 | Australia                    | 25:32(16:9) | Nowa Zelandia                                   | Lang Park, Brisbane Widzów: 39 000 Sędzia: Jim Fleming |
| 27 lipca 1996 | Burke 20 (P 5K) Gregan 5 (P) | 25:32(16:9) | Mehrtens 22 (2pd 6K) Bunce 5 (P) Marshall 5 (P) | Lang Park, Brisbane Widzów: 39 000 Sędzia: Jim Fleming |

| 3 sierpnia 1996 | Południowa Afryka     | 25:19(16:3) | Australia                               | Vodacom Park, Bloemfontein Widzów: 38 000 Sędzia: Brian Stirling |
| 3 sierpnia 1996 | Stransky 25 (P pd 6K) | 25:19(16:3) | Burke 3 (K) Eales 11 (pd 3K) Tune 5 (P) | Vodacom Park, Bloemfontein Widzów: 38 000 Sędzia: Brian Stirling |

| 10 sierpnia 1996 | Południowa Afryka                              | 18:29(15:6) | Nowa Zelandia                                 | Newlands Stadium, Kapsztad Widzów: 51 000 Sędzia: Dave McHugh |
| 10 sierpnia 1996 | Stransky 8 (pd 2K) Mulder 5 (P) du Randt 5 (P) | 18:29(15:6) | Mehrtens 19 (2pd 5K) Dowd 5 (P) Osborne 5 (P) | Newlands Stadium, Kapsztad Widzów: 51 000 Sędzia: Dave McHugh |